# Turská dolina
Turská dolina se nachází na západní straně Lúčanské Fatry, za obcí Turie v okrese Žilina. Protéká jí Turianský potok.
Je situována na jihovýchod od obce v délce asi 8 km a vede skrze ní žlutě značený chodník z Turia na Minčol (1364 m n. m.). Ten odbočuje z doliny k vrcholu za lokalitou Spoj troch dolin, nad kterou při lesnické chatě končí i 7 km asfaltové cesty. Dále pokračuje lesní cesta až pod Martinské hole, kterou s oblibou využívají cykloturisté.
Ústí doliny zdobí skalní útvary "Síčeskala", o něco výše se nachází také sanatorium a několik rekreačních chat. Cenným územím je prales Skalnatá, který se zachoval v severovýchodní části doliny na ploše 41 hektarů. Kromě statných buků a jedlí se zde vyskytují jilmy, smrky a javory. 
Obklopují ji ze severovýchodu Mikušová, Dolní roveň, Horná roveň, Skalnatá, Minčol a Dlhá lúka. Jižně se tyčí Zázrivá, Krížava, Skalka, Kobylí, Ostrá a Čipcie.

## Galerie

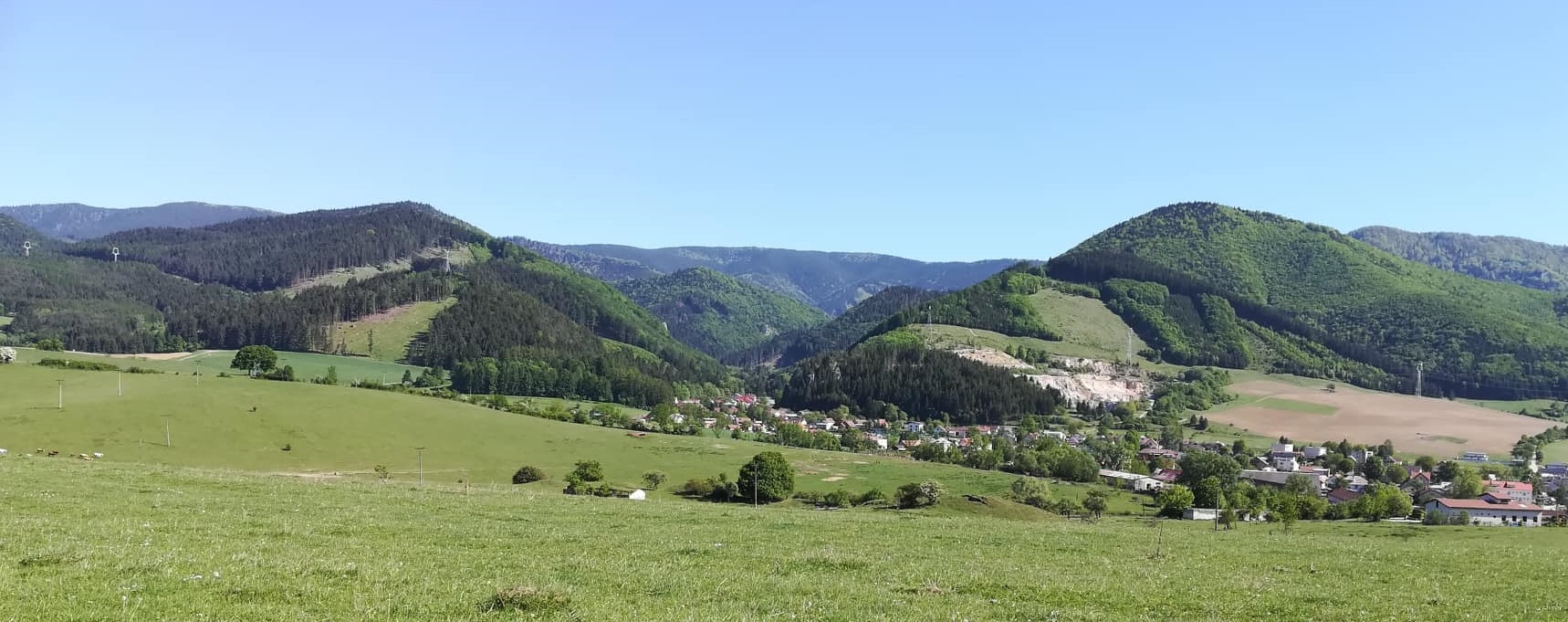
Horní konec a ústí doliny
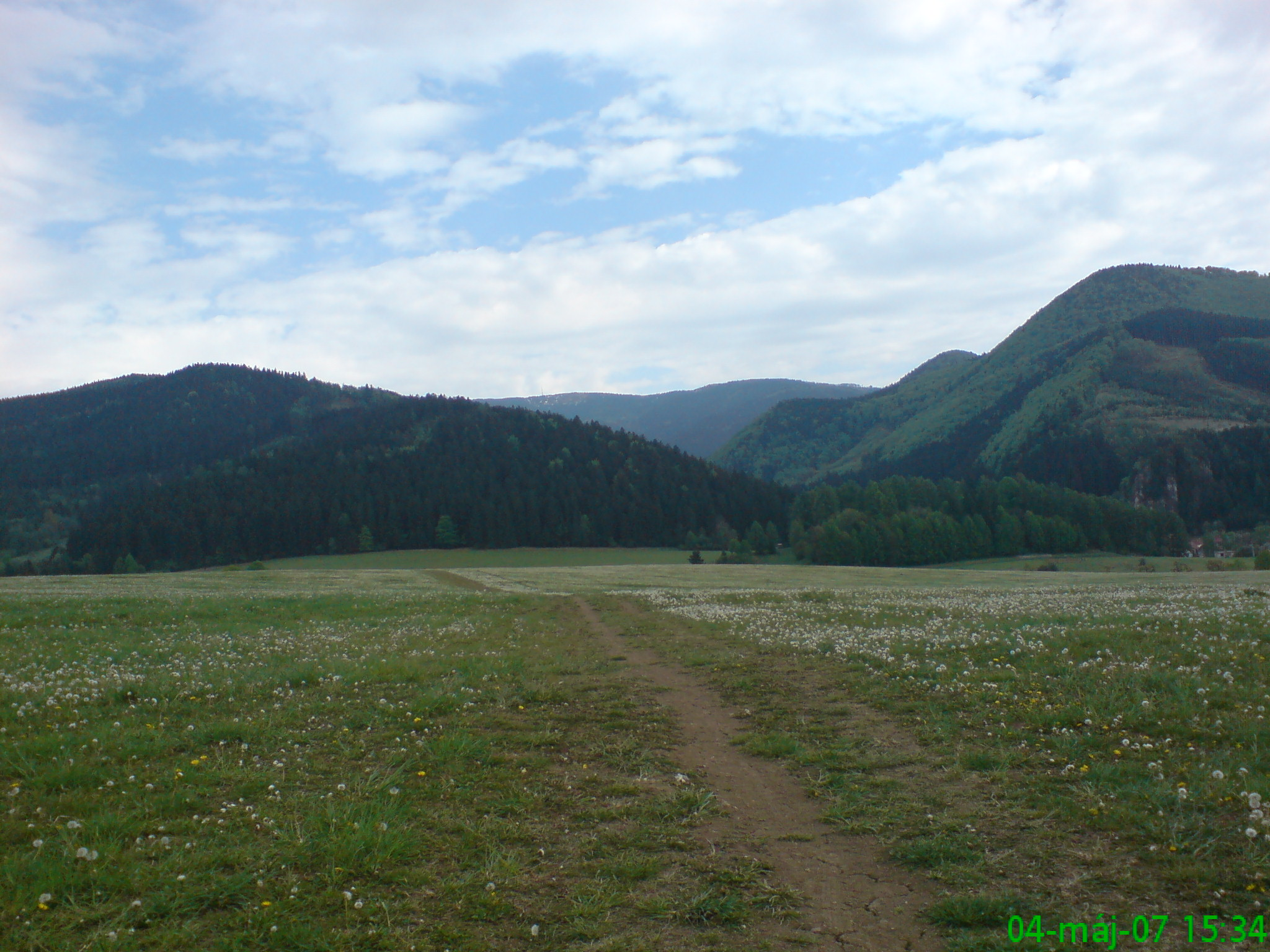
Pohled od kaple
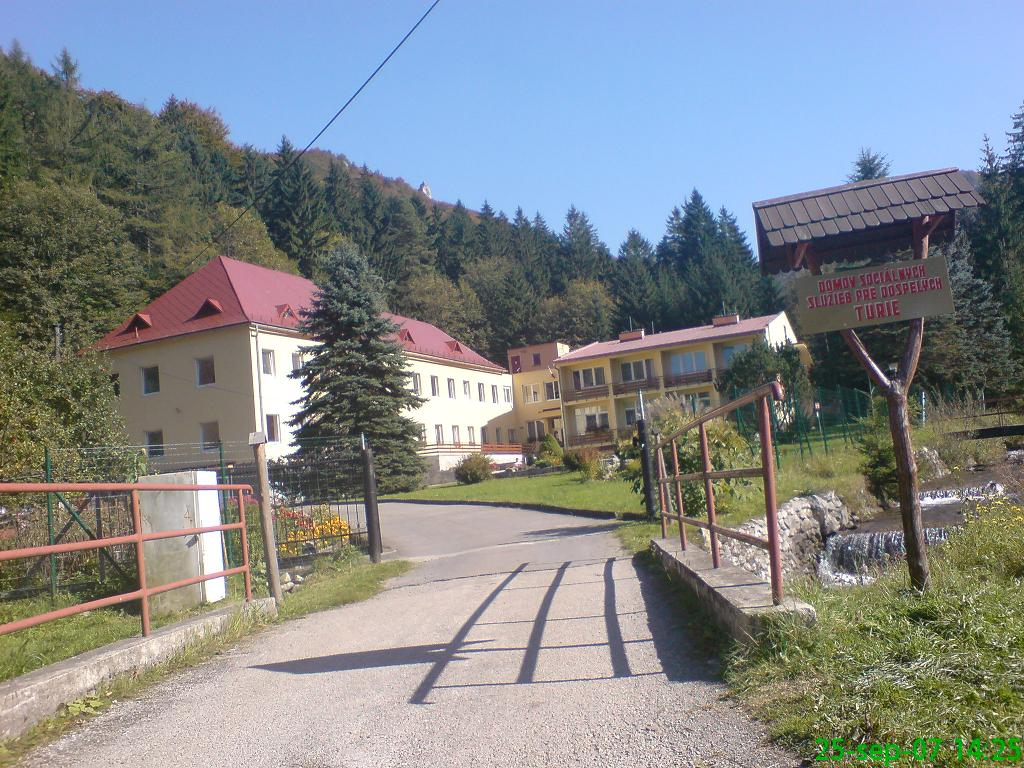
DSS Turie